# Selenia fulvopustulata
Selenia fulvopustulata là một loài bướm đêm trong họ Geometridae.